# Canon EF 8-15 мм
Canon EF 8-15mm f/4L Fisheye USM — сверхширокоугольный зум-объектив для цифровых фотокамер Canon EOS с байонетом EF с эффектом «рыбий глаз».